# Udíes
Los udíes (autodenominación udí, uti) son uno de los pueblos más antiguos del Cáucaso Oriental. Su lugar de residencia histórica es el territorio actual de Azerbaiyán. 
Actualmente viven también en Rusia, Georgia, Armenia, Kazajistán, Ucrania y en otros muchos países del mundo. La población total udí es cerca de 10 000 personas. Los udíes son descendientes directos de los albanos del Cáucaso.
Hablan la lengua udí, más allá de lenguas como azerí, ruso y georgiano, entre otras, y profesan el cristianismo.

## Nombre
Desde tiempos inmemoriales este pueblo es conocido bajo el nombre de “udí” (uti). Los udíes son una de las tribus de Albania del Cáucaso y son continuadores directos de la tradición lingüística de este territorio.

## Historia
Por primera vez de los udíes hizo mención Heródoto en su famosa “Historia” (siglo V a. C.). Describiendo la batalla de Marafón (guerra entre griegos y persas, del año 490 a. C.) el autor indicaba que en el compuesto de XIV sátrapa del ejército persa luchaban también los soldados de uti. De los udíes se hace mención en la obra “Geografía” del escritor de la Grecia antigua Estrabón (siglo I a. C.) durante la descripción del mar Caspiano y Albania del Cáucaso.
El término étnico “udí” se menciona por primera vez en la obra “Historia Natural” del autor romano Plinio (siglo I de J.C.) Algunas noticias de los udíes hay en las obras de Gaio Plinio Secundo (siglo I), de Claudio Ptolomeo, de Aziniy Kvadrat y de otros muchos autores antiguos. Desde el siglo V d. C. sobre los udíes se menciona frecuentemente en las fuentes armenias. La información más amplia contiene la obra “Historia del país de Aluank” de Movses Cagankatvatsi. Los udíes fueron uno de los pueblos creadores de Albania de Cáucaso y también fueron uno de los gobernantes.
No es casual que las ambas capitales, Qabalá y Barda (Partav) se encontraban en el territorio de la residencia udí histórica.  En el pasado los udíes habitaban el territorio bastante amplio: desde las costas del mar Caspio hasta las montañas caucásicas, en la orilla izquierda y derecha del Kurá. Después de la conquista de Albania del Cáucaso por los udíes el territorio de residencia y la población udí poco a poco disminuye.
Según el lingüista famoso e investigador de a lengua udí V. Shultse los udíes occidentales tuvieron que abandonar el Alto Karabaj y establecerse en el pueblo de Nidj para hacer resistencia a la armenización.
La conversión de la tradición armenia de monofisismo afectó posteriormente a los Aluan-Udí en Karabaj y sus tradiciones fueron unidas a las de los poblados armenios. Por ello, un grupo de hablantes del idioma udí occidental migraron para el noreste y se establecieron en la región de Nidj, donde su lengua fue sometida a importantes cambios por parte de los udíes orientales.
En la actualidad los lugares únicos de vivir de un modo compacto son los pueblos de Nidj y Oguz (Vartashén) en Azerbaiyán y el pueblo de Zinobiani (emigrantes de 1922 de Vartashén) en Georgia. Hasta hace poco tiempo los udíes vivían en los pueblos de Mirzabeylí, Soltán-Nujá, Djourlú, Mijlikuváx, Bayán, Vardanlí, Kirzán, Malíj, Yenikend y en otros, pero actualmente estos udíes se asimilaron a los azerbaiyanos.

## Enlaces
- UDINS.RU /COM- Udi site - general Information (enlace roto disponible en Internet Archive; véase el historial, la primera versión y la última).. (Español)
- The Udis En.

- Datos: Q501099
- Multimedia: Udi people / Q501099